# The Quireboys
The Quireboys es una banda de hard rock inglesa formada en Londres en 1984. Inicialmente se llamaron 'The Choorboys', luego cambiaron a 'The Queerboys', y luego de cierta controversia decidieron cambiar al nombre con el que se les conoce actualmente. 

## Historia
El cantante Jonathan Gray (normalmente conocido como Spike) se mudó a Londres cuando tenía 17 años, donde conoció al guitarrista Guy Bailey en un bar. No conversaron de música hasta un año después cuando por casualidad se pusieron a tocar canciones de Chuck Berry. A mediados de los 80' decidieron formar una banda de rock, tomando como primer nombre 'The choorboys' (los chicos del coro), para luego cambiarlo a 'The Queerboys' ('chicos raros', pero con tono gay).
Con este nombre empezaron su carrera y realizaron varios shows, pero en 1987 el nombre les empezaba a jugar en contra por lo que deciden cambiarlo por 'The Quireboys', y editaron dos singles: 'Mayfair' y 'There She Goes Again'. Tocaron en el Hammersmith Odeon como grupo soporte de Guns N' Roses. A finales de 1989, editaron el sencillo '7 O'Clock', que entró en el top 40 de canciones del reino unido.
Luego de varios cambios de integrantes desde su inicio, y gracias a tener a Sharon Osbourne como mánager (quien les consiguió un contrato con EMI) editan su primer álbum en 1990, 'A Bit of What You Fancy', El disco fue un éxito e inmediatamente comenzaron a asociar a la banda con Rod Stewart y The Faces. Este disco contó con Spike en voz, Guy Bailey y Guy Griffin en guitarra, Nigel Mogg en Bajo, Ian Wallace en batería y Chris Johnstone en teclados. Cambiaron el baterista por Rudy Richman y salieron de gira por estados unidos, donde tocaron con bandas como  L.A. Guns, Soundgarden e Iggy Pop. Luego siguieron de gira por el Reino Unido y tocaron como soportes de Rolling Stones en St James' Park. Dos meses después, tocaron en el Monsters of Rock de Donington con Whitesnake, Aerosmith, Poison y Thunder. Esta gira terminó con la banda tocando para 50000 personas en Tokio.
El segundo álbum fue editado en 1993, Bitter Sweet & Twisted, pero no tuvo el mismo éxito que su predecesor debido al crecimiento de la música grunge. Igualmente fueron de grupo soporte de la banda Guns N' Roses durante una parte de su gira europea, luego de la cual el grupo se separa. Se juntan brevemente (y no todos los músicos anteriores) para una serie de shows durante 1995, y luego vuelven a separarse hasta el año 2001, donde se juntan nuevamente, y tras alguna modificación en los miembros editan el álbum 'This is Rock n' Roll'.
A partir de entonces (2001) se han mantenido en la formación Spike (voz), Guy Griffin (guitarra) y Keith Weir (teclados). Paul Guerin se suma en guitarra desde 2004, cuando editan 'Well Oiled' y es a su vez el último álbum donde toca el bajista Nigel Mogg, que ya aparentaba estar 'agotado' sobre su permanencia en el grupo.
En 2008 editan su siguiente álbum, 'Homewreckers & Heartbreakers', el título hace referencia a una anécdota contada por un miembro de la banda mientras buscaban el nombre del disco, sobre algo que había hecho; alguien comentó que era un destroza hogares (home wrecker), y otro comentó que además era un rompecorazones (heart breaker), y de ahí surge el título.
En 2009 editan 'Halfpenny dancer', que son básicamente reversiones acústicas de sus temas ya editados anteriormente.
En 2013, y ya dentro de un nuevo sello discográfico (Off Yer Rocka), comienzan una edición continua de álbumes: Beautiful Curse (2013), Black Eyed Sons (2014), St. Cecilia and the Gypsy Soul (2015), Twisted Love (2016) y White Trash Blues (2017), este último un disco de covers de Muddy Waters, Chuck Berry, Freddie King y John Lee Hooker entre otros
En 2019 editan 'Amazing Disgrace'
A finales de marzo de 2022, The Quireboys decidía expulsar a Spike de la banda por diferentes problemas personales y seguiría en formato quinteto con el guitarrista Guy Griffin haciéndose cargo de las tareas vocales.

## Miembros actuales
- Spike - voz (1984-1993, 1995, 2001–2022)

### Miembros anteriores
| - Guy Bailey - guitarra (1984-1993) - Nigel Mogg - bajo (1984-1993, 1995, 2001-2005) - Chris Johnstone - bajo (1984-1993, 1995) - Spike - voz (1984-1993, 1995, 2001–2022) - Share Ross - bajo (2014, monsters of rock cruise) - Damon Williams - bajo - Paul Hornby - batería (m. 2015) - Nick "Cozy" Connell - batería - Ginger - guitarra - Rudy Richman - batería - Tim Bewlay - bajo - Simon Hanson - batería - Luke Bossendorfer - guitarra - Martin Henderson - batería | - Kevin Savigar - teclados - Mark Sweetmore - guitarra - Bill Coyne - batería - Jason Bonham - batería (2002) - Pip Mailing - batería - Jimmi Crutchley - bajo - Matt Goom - batería - Dave Boyce - bajo - Phil Martini - batería - John Frenett - bajo - Thomas Golzen - guitarra - Chris Corney - bajo, banjo, dobro, productor (en el álbum Halfpenny Dancer - 2009) - Martin Ekelund – Baería, Bajo, Percusión, Chelo, Minimoog (en el álbum St. Cecilia and the Gypsy Soul - 2015) |

## Discografía
| Año  | Álbum                          | EE. UU. | Reino Unido | Certification | Label          |
| 1990 | A Bit of What You Fancy        | 111     | 2           | -             | EMI/Parlophone |
| 1993 | Bitter Sweet & Twisted         | -       | 31          | -             | EMI/Parlophone |
| 2001 | This Is Rock'n'Roll            | -       | -           | -             | Sanctuary      |
| 2004 | Well Oiled                     | -       | -           | -             | SPV            |
| 2008 | Homewreckers & Heartbreakers   | -       | -           | -             | Universal      |
| 2009 | Halfpenny Dancer               | -       | -           | -             | Jerkin Crocus  |
| 2013 | Beautiful Curse                | -       | -           | -             | Off Yer Rocka  |
| 2014 | Black Eyed Sons                | -       | -           | -             | Off Yer Rocka  |
| 2015 | St. Cecilia and the Gypsy Soul | -       | -           | -             | Off Yer Rocka  |
| 2016 | Twisted Love                   | -       | -           | -             | Off Yer Rocka  |
| 2017 | White Trash Blues              | -       | -           | -             | Off Yer Rocka  |
| 2019 | Amazing Disgrace               | -       | -           | -             | Off Yer Rocka  |